# Neuraeschna tapajonica
Neuraeschna tapajonica là loài chuồn chuồn trong họ Aeshnidae. Loài này được Machado mô tả khoa học đầu tiên năm 2002.